# باتريشيا مورايس
باتريشيا مورايس (بالبرتغالية: Patricia Morais‏) (17 يونيو 1992 بلشبونة في البرتغال - ) هي لاعبة كرة قدم برتغالية في مركز حراسة المرمى. لعبت مع S.U. 1º Dezembro ‏ وASPTT Albi ‏.

## وصلات خارجية
- باتريشيا مورايس على موقع الاتحاد الأوربي (الإنجليزية)
- باتريشيا مورايس على موقع قاعدة بيانات كرة القدم.إي يو (الإنجليزية)
- باتريشيا مورايس على موقع Soccerway.com (الإنجليزية)
- باتريشيا مورايس على موقع عالم كرة القدم.نت (الإنجليزية)